# Bathygobius cotticeps
Bathygobius cotticeps là một loài cá biển thuộc chi Bathygobius trong họ Cá bống trắng. Loài cá này được mô tả lần đầu tiên vào năm 1879.

## Từ nguyên
Từ định danh cotticeps được ghép từ tên chi Cottus và hậu tố ceps (trong tiếng Latinh có nghĩa là “ở đầu”), hàm ý có lẽ đề cập đến phần đầu to bẹt của loài cá này giống loài Cottus.

## Phân bố và môi trường sống
Từ Đông Phi và Nam Phi, B. cotticeps có phân bố trải rộng khắp Ấn Độ Dương - Thái Bình Dương, về phía đông đến quần đảo Hawaii và Pitcairn, ngược lên phía bắc đến miền nam Nhật Bản, xa về phía nam đến Úc.
B. cotticeps được tìm thấy trong các vũng thủy triều hay trên rạn san hô có nền đá vụn hoặc cát bùn, độ sâu đến khoảng 6 m.

## Mô tả
Chiều dài cơ thể lớn nhất được ghi nhận ở B. cotticeps là 11 cm. Đầu và thân màu nâu sẫm, có 2 sọc nâu mảnh trên gáy, 3 sọc tương tự hoặc lan thành đốm trên lưng. Các sọc lưng trở nên mờ đi, loang lổ và lốm đốm ở nửa thân dưới. Có 2 đốm nâu sẫm trên nắp mang và 1 đốm ngay sau mắt.
Số gai vây lưng: 7; Số tia vây lưng: 9–10; Số gai vây hậu môn: 1; Số tia vây hậu môn: 8; Số gai vây bụng: 1; Số tia vây bụng: 5; Số tia vây ngực: 21–25.